# Epicrionops marmoratus
Espèce
Statut de conservation UICN

 DD  : Données insuffisantes
Epicrionops marmoratus est une espèce de gymnophiones de la famille des Rhinatrematidae.

## Répartition
Cette espèce est endémique d'Équateur. Elle se rencontre vers 1 500 m d'altitude sur le versant pacifique de la cordillère Occidentale dans les provinces de Santo Domingo de los Tsáchilas et de Pichincha.

## Publication originale
- Taylor, 1968 : The Caecilians of the World: A Taxonomic Review. Lawrence: University of Kansas Press, p. 1-848.